# だから大好き!
『だから大好き!』（だからだいすき）は、講談社『少女フレンド』ほかに連載されていた、松永るりこによる日本の漫画。また、国際放映・ユニオン映画の制作により、日本テレビ系列で放送されたテレビドラマ。

## ストーリー
南太平洋の小さな島国、パール王国の王女・サヤカは、隣のダイヤ王国のブザマ国王から「王妃に迎えたい」と申し出され、結婚させられそうになったが、その結婚式の当日にサヤカは逃げ出し、貨物船に紛れて亡き母の祖国・日本へ向かう。本当は父のサラバヤ国王とダイヤ王国の先代の国王との間で、サヤカとハヤト王子を結婚させるという約束があった。しかしハヤトは行方不明になっており、サヤカはハヤトの顔を知らなかった。実はそのハヤトは日本にいて「伊集院隼人」を名乗っていた。サヤカは日本では「汐見さやか」と名乗り、彼女の後を付いて来た父の家来のウスラとサブ、ブザマ王の家来に追いかけられながら、寮、施設、ホテルで働きながらの冒険をしていく。そして、偶然さやかが日本に来たことを知ったハヤトは、自分の身分を隠しながら陰からさやかを見守って行く。

## テレビドラマ
テレビドラマ版は、1972年4月1日から同年7月1日まで放映。出演者のうち、沖雅也は前作『さぼてんとマシュマロ』から引き続き出演した。また提供も『さぼてんとマシュマロ』に引き続き、森永製菓の一社提供。
ロケ地は逗子マリーナ、横浜、大田区田園調布、渋谷区松濤、世田谷区祖師谷、砧公園など。最後の4話は那智勝浦町、白浜町など和歌山県内でロケが行われた。毎回、主演の岡崎友紀の歌による挿入歌があった。当初は2クールの放送予定だったが、視聴率不振により1クール14話で打ち切りとなった。ただし、後番組『小さな恋のものがたり』は引き続きヒロインを岡崎友紀、その相手役を沖雅也が演じており、主題歌までもそのまま引き継いでいるなど非常に珍しい例となった。番組の終了後も森永製菓は後番組『小さな恋のものがたり』でも引き続き一社提供に参加している。

### 放映データ
- 放映期間：1972年4月1日 - 1972年7月1日
- 放映曜日・放映時間帯：毎週土曜日19時30分 - 20時（JST）
- 放映話数：全14話
- 放映形式：カラー16mmフィルム

### スタッフ
- 企画：松本尚彦（ユニオン映画）、岡田晋吉（日本テレビ）、神谷吉彦（国際放映）
- プロデューサー：岡本俊次（国際放映）、加賀義二（日本テレビ）、平賀珠加子（日本テレビ）
- 原作：松永るりこ（講談社『週刊少女フレンド』ほか連載）
- 脚本：田波靖男、鴨井達比古、長坂秀佳
- 音楽：玉木宏樹
- タイトル：又村統
- 監督：丹野雄二、江崎実生、井上芳夫、野崎貞夫
- 制作：国際放映、ユニオン映画

### 主題歌
『ファースト・ラブ』唄：岡崎友紀　作詞：有馬三恵子、作曲：鈴木邦彦

### キャスト
- 岡崎友紀（汐見さやか／サヤカ王女）
- 沖雅也（伊集院隼人／ハヤト王子）
- 下條正巳（パール国王・サラバヤ = さやかの父）
- 小松政夫（ウスラ）
- 久里みのる（サブ）
- 金子信雄（ダイヤ国・ブザマ王）
- 深江章喜（ゴーモン長官）
- 有吉ひとみ（二条エミコ）
- 中村正（ナレーター）

### 放映リスト
| 回数 | 放送日        | サブタイトル              | 脚本       | 監督     | ゲスト（カッコ内は役名）                                                                                  | 挿入歌                       |
| ---- | ------------- | ------------------------- | ---------- | -------- | --- | ---------------------------- |
| 1    | 1972年 4月1日 | 駈け出した王女さま        | 田波靖男   | 丹野雄二 | 南田洋子（さやかの母親）、 今村良樹、 オスマン・ユセフ（さやかの家庭教師）、 大前均（ゴーモン長官の家来） | 『天使はこうして生まれるの』 |
| 2    | 4月8日        | ハーイ!さやかです         | 鴨井達比古 | 丹野雄二 | 塩沢とき（花屋の主人の妻）、 柳谷寛（花屋の主人）、 千葉裕（花屋の息子・一郎）、 大前均                   | 『戦争を知らない子供たち』   |
| 3    | 4月15日       | お金ないんだもン          | 長坂秀佳   | 丹野雄二 | 木田三千雄（蟻んこ学園の園長）、 長田伸二（蟻んこ学園・ジロー少年）                                       | 『小さなお城』               |
| 4    | 4月22日       | 悪い人なんかじゃな～い    | 田波靖男   | 丹野雄二 | 木田三千雄、 二瓶康一（石本健三）、 畠山麦                                                                | 『花のメルヘン』             |
| 5    | 4月29日       | ズッコケ名コーチ?!        | 田波靖男   | 江崎実生 | 西川鯉之亟（日輪高校・片山）、 赤塚真人（日輪高校・木原）、 里見潤                                        | 『青春の日に』               |
| 6    | 5月6日        | コートで恋のキューピット! | 鴨井達比古 | 江崎実生 | 小林麻美（杉本ミカ）、 沢田勝美、 平野康（本間ジロー）、 丹下キヨ子（ジローの母）、 人見明（ジローの父）  | 『ふたりだけの旅』           |
| 7    | 5月13日       | ゴーゴー大混線!!          | 鴨井達比古 | 江崎実生 | 東三千 | 『天使はこうして生まれるの』 |
| 8    | 5月20日       | 飛んで火に入る恋の虫      | 長坂秀佳   | 井上芳夫 | 津村秀祐（偽ハヤト王子）、 桂高丸・桂菊丸、 泉アキ（秘密警察「さそり隊」隊員）                            | 『青春の日に』               |
| 9    | 5月27日       | フンサーイ!!スパルタ学園  | 田波靖男   | 井上芳夫 | 草野大悟（鬼塚先生）、 江戸家小猫（加納）、 西岡慶子（女教師）、 三城康裕、 立川金志（浅田）              | 『黄色い船』                 |
| 10   | 6月3日        | 任侠さやか仁義            | 鴨井達比古 | 井上芳夫 | 沖田駿一（日輪高校番長・久保卓二）、 中村俊男（日輪高校・チバ）、 五月晴子                                | 『ファースト・ラブ』         |
| 11   | 6月10日       | 私もあなたも逃亡者?       | 長坂秀佳   | 江崎実生 | 田坂都（歌手・ハルミ）、 うえずみのる（雑誌記者）                                                         | 『フレンズ』                 |
| 12   | 6月17日       | マル秘恋の冒険            | 鴨井達比古 | 野崎貞夫 | 関敬六（ハマブランカ支配人）、 酒井修（滝田健一）、 野村昭子（健一の母）                                  | 『渚のうわさ』『ノアの箱舟』 |
| 13   | 6月24日       | 富士山・サクラ…!?         | 田波靖男   | 野崎貞夫 | 清川新吾、 小野千春（芸者・タミコ）、 石川博、 北川陽一郎                                                 | 『希望の旅』                 |
| 14   | 7月1日        | こんにちは!!フィアンセ。  | 鴨井達比古 | 江崎実生 | 丘寵児（ウェン・タカノ）、 木島一郎                                                                       | 『ファースト・ラブ』         |

### 放送局
特筆のないものは、土曜 19:30 - 20:00に同時ネット。
- 日本テレビ（制作局）[1]
- 札幌テレビ[2]
- 青森放送[3]
- テレビ岩手[3]
- 秋田放送[3]
- 山形放送[3]
- 宮城テレビ[3]
- 福島中央テレビ[3]
- 北日本放送[4]
- 福井放送[4]
- 山梨放送[1]
- 名古屋テレビ[1]
- よみうりテレビ[5]
- 日本海テレビ[6]
- 山口放送[7]
- 四国放送[8]
- 西日本放送[9]
- 南海放送[7]
- 高知放送[7]
- 福岡放送[10]
- テレビ大分[11]

### 映像ソフト
- 2020年10月30日、ベストフィールドから「昭和の名作ライブラリー」の第84集として、コレクターズDVD・HDリマスター版が発売、初のソフト化となった[12]。なお同年11月27日には、同シリーズ第85集として、次作『小さな恋のものがたり』も発売[13]、「岡崎・沖」2作品がソフト化された。